# Soltész Ágota
Soltész Ágota (Budapest, 1949 augusztus 18. –) magyar bajnok és rekorder gyorsúszó, építészmérnök.

## Úszóként
1958-tól lett a Vasas úszója. Edzői Ulrich János és Ölveczky Vilmos voltak. 1963-ban már érmes volt a felnőtt bajnokságon. 1965-ben és 1966-ban magyar bajnok lett. 1965-ben megdöntötte Gyenge Valéria tizenkét éve fennálló magyar rekordját 800 méteres gyorsúszásban. 1963-tól 1967-ig a magyar válogatott keret tagja volt. 1968-ban befejezte élsportolói pályafutását. 1989-ben a Balatonalmádi Vízimetők SE tagja. 1992 - 2019 elnöke

### Eredményei
Magyar bajnokság
- aranyérmes
  - 800 m gyors (1965)
  - 400 m gyors (1966)
- ezüstérmes
  - 200 m pillangó (1963)
  - 800 m gyors (1964, 1966)
  - 400 m gyors (1965)
  - 200 m gyors (1966)
- bronzérmes
  - 200 m pillangó (1967)

### Rekordjai
400 m gyors
- 5:09,4 (1964. augusztus 15., Budapest) ifjúsági magyar csúcs[2]
- 5:06,3 (1965. július 11., Párizs) ifjúsági magyar csúcs[3]

800 m gyors
- 11:17,5 (1963. augusztus 18., Budapest) ifjúsági magyar csúcs[4]
- 11:00,6 (1964. június 26., ) ifjúsági magyar csúcs[5]
- 10:54,8 (1964. augusztus 2.) ifjúsági magyar csúcs[6]
- 10:35,0 (1965. május 7., Budapest) felnőtt és ifjúsági magyar csúcs[7]

200 m pillangó
- 2:54,6 (1963. július 31., Budapest) ifjúsági magyar csúcs[8]

## Építészként
1972-ben végzett építészmérnökként a Budapesti Műszaki Egyetemen. 1975-től 1978-ig a Középülettervező Vállalat tervezője, 1978 és 1982 között a Budapesti II. kerületi Tanács Műszaki Osztályának főelőadója, 1982-től 1985-ig a Budapesti 31. számú Állami Építőipari Vállalat tervezője, 1985-től 1992-ig a Fővárosi Tanács majd Önkormányzat Ingatlantervezési Irodájának főelőadója, majd 2009-ig a Budapesti II. kerületi Önkormányzat Műszaki Osztályának főelőadója, illetve csoportvezetője.